# Castell de les Besses
Les restes del castell de les Besses es troben al cim rocós d'un tossal que dominava el poble de les Besses, avui deshabitat, que es troba a la dreta del riu de Set, afluent del Segre, aigua avall de Cervià de les Garrigues. L'església de Santa Maria de les Besses és al peu del vessant sud d'aquesta elevació.

## Història
El primer esment de l'establiment de les Besses data de l'any 1151 en les afrontacions del castell de Vinaixa. L'any 1225 fou fundat un nucli de població mitjançant una carta de poblament atorgada per Arnau Punyet i la seva muller Marquesa, segons la qual els donadors repoblaren el lloc establint-hi cinc famílies que havien de residir-hi permanentment i bastir-hi cases, fortificar la població i conrear la terra; en contraprestació, els senyors rebrien l'onzena part dels beneficis i es reservaven un dia a la setmana per moldre. En aquest document s'esmenta per primera vegada el castell de les Besses que devia existir d'abans dins el terme més ampli del castell de Castelldans.

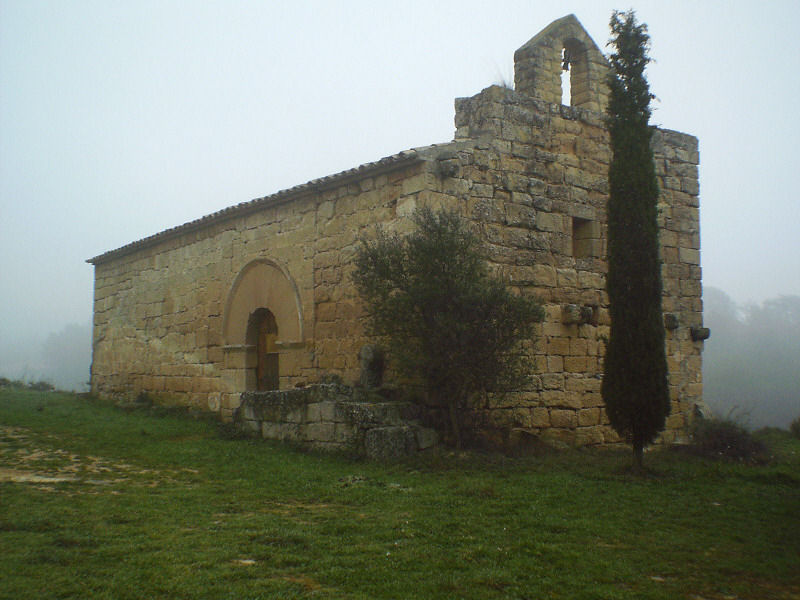
Santa Maria de les Besses (juliol 2009)

El 1236 s'atorgà una nova carta de poblament per afavorir la instal·lació de colons, els quals havien de fer un molí. L'any 1265 el bisbe de Lleida autoritzà la construcció d'una església dedicada a Santa Maria. Al segle xiv l'establiment passà a mans de la senyoria del monestir de Poblet i al final d'aquesta centúria tenia 23 focs. El nucli de les Besses es mantingué dins la senyoria de Poblet fins a la desamortització del segle xix tot i que els habitants del lloc l'abandonaren després de la guerra de Successió i es traslladaren a Cervià.

## Arquitectura
El jaciment es tracta per un conjunt arqueològic format per un despoblat medieval i modern amb un castell, un molí i una església. Sobre el cim rocós del tossal es localitzen les restes del castell. Es tracta d'una plataforma d'aproximadament 22 m de llargada per 12 m d'amplada on es veuen diverses estructures del mur perimetral, realitzades amb carreus horitzontals lligats amb morter de calç. L'estructura més ben conservada es troba en l'extrem nord-est de la plataforma; conserva una alçada d'uns 1,5 m i és format per carreus allargassats lligats amb morter, d'uns 30 cm d'amplada. Per tota la vora occidental del cingle hi ha un retall que devia facilitar l'assentament de la base d'un mur avui inexistent. La roca de gres és sobre capes argiloses, les quals pateixen una erosió més forta i originen la caiguda per gravetat de les balmes formades a sota. Per evitar la caiguda dels blocs de l'oest s'han bastit petits murets que els sostenen a manera de pilars.
Pel vessant meridional es pot recollir ceràmica a torn de diferents tipus. Interessa destacar l'existència de ceràmica grisa, que demostra l'ocupació del lloc a partir del segle xiii, moment en què cal datar les restes de fortificació que hi ha dalt del turó, element que devia atraure els repobladors. La datació del molí podria ser també del mateix segle xiii o una mica més tardana. L'església és posterior, d'época gòtica. Les restes dels habitatges s'han de relacionar amb el moment de l'abandonament del poblat.